# Liste des titres musicaux numéro un au Royaume-Uni en 2002
Cette page liste les titres classés no 1 des ventes de disques au Royaume-Uni pour l'année 2002 selon The Official Charts Company.
Les classements hebdomadaires prennent en compte les ventes physiques et sont issus des 100 meilleures ventes de singles (UK Singles Chart) et des 100 meilleures ventes d'albums (UK Albums Chart). Ils sont dévoilés le dimanche.

## Classement des singles
| №  | Date          | Artiste                         | Titre                                        | Référence |
| -- | ------------- | ------------------------------- | -------------------------------------------- | --------- |
| 1  | 6 janvier     | Daniel Bedingfield              | Gotta Get Thru This                          |           |
| 2  | 13 janvier    | Aaliyah                         | More Than a Woman                            |           |
| 3  | 20 janvier    | George Harrison                 | My Sweet Lord                                |           |
| 4  | 27 janvier    | Enrique Iglesias                | Hero                                         |           |
| 5  | 3 février     | Enrique Iglesias                | Hero                                         |           |
| 6  | 10 février    | Enrique Iglesias                | Hero                                         |           |
| 7  | 17 février    | Enrique Iglesias                | Hero                                         |           |
| 8  | 24 février    | Westlife                        | World of Our Own                             |           |
| 9  | 3 mars        | Will Young                      | Anything is Possible / Evergreen             |           |
| 10 | 10 mars       | Will Young                      | Anything is Possible / Evergreen             |           |
| 11 | 17 mars       | Will Young                      | Anything is Possible / Evergreen             |           |
| 12 | 24 mars       | Gareth Gates                    | Unchained Melody                             |           |
| 13 | 31 mars       | Gareth Gates                    | Unchained Melody                             |           |
| 14 | 7 avril       | Gareth Gates                    | Unchained Melody                             |           |
| 15 | 14 avril      | Gareth Gates                    | Unchained Melody                             |           |
| 16 | 21 avril      | Oasis                           | The Hindu Times                              |           |
| 17 | 28 avril      | Sugababes                       | Freak Like Me                                |           |
| 18 | 5 mai         | Holly Valance                   | Kiss Kiss                                    |           |
| 19 | 12 mai        | Ronan Keating                   | If Tomorrow Never Comes                      |           |
| 20 | 19 mai        | Liberty X                       | Just a Little                                |           |
| 21 | 26 mai        | Eminem                          | Without Me                                   |           |
| 22 | 2 juin        | Will Young                      | Light My Fire                                |           |
| 23 | 9 juin        | Will Young                      | Light My Fire                                |           |
| 24 | 16 juin       | Elvis Presley vs. JXL           | A Little Less Conversation                   |           |
| 25 | 23 juin       | Elvis Presley vs. JXL           | A Little Less Conversation                   |           |
| 26 | 30 juin       | Elvis Presley vs. JXL           | A Little Less Conversation                   |           |
| 27 | 7 juillet     | Elvis Presley vs. JXL           | A Little Less Conversation                   |           |
| 28 | 14 juillet    | Gareth Gates                    | Anyone of Us (Stupid Mistake)                |           |
| 29 | 21 juillet    | Gareth Gates                    | Anyone of Us (Stupid Mistake)                |           |
| 30 | 28 juillet    | Gareth Gates                    | Anyone of Us (Stupid Mistake)                |           |
| 31 | 4 août        | Darius                          | Colourblind                                  |           |
| 32 | 11 août       | Darius                          | Colourblind                                  |           |
| 33 | 18 août       | Sugababes                       | Round Round                                  |           |
| 34 | 25 août       | Blazin' Squad (en)              | Crossroads                                   |           |
| 35 | 1er septembre | Atomic Kitten                   | The Tide Is High                             |           |
| 36 | 8 septembre   | Atomic Kitten                   | The Tide Is High                             |           |
| 37 | 15 septembre  | Atomic Kitten                   | The Tide Is High                             |           |
| 38 | 22 septembre  | Pink                            | Just Like a Pill                             |           |
| 39 | 29 septembre  | Will Young et Gareth Gates      | The Long and Winding Road / Suspicious Minds |           |
| 40 | 6 octobre     | Will Young et Gareth Gates      | The Long and Winding Road / Suspicious Minds |           |
| 41 | 13 octobre    | Las Ketchup                     | The Ketchup Song (aserejé)                   |           |
| 42 | 20 octobre    | Nelly feat. Kelly Rowland       | Dilemma                                      |           |
| 43 | 27 octobre    | Nelly feat. Kelly Rowland       | Dilemma                                      |           |
| 44 | 3 novembre    | DJ Sammy and Yanou feat. Do     | Heaven                                       |           |
| 45 | 10 novembre   | Westlife                        | Unbreakable                                  |           |
| 46 | 17 novembre   | Christina Aguilera feat. Redman | Dirrty                                       |           |
| 47 | 24 novembre   | Christina Aguilera feat. Redman | Dirrty                                       |           |
| 48 | 1er décembre  | Daniel Bedingfield              | If You're Not the One                        |           |
| 49 | 8 décembre    | Eminem                          | Lose Yourself                                |           |
| 50 | 15 décembre   | Blue feat. Elton John           | Sorry Seems to Be the Hardest Word           |           |
| 51 | 22 décembre   | Girls Aloud                     | Sound of the Underground                     |           |
| 52 | 29 décembre   | Girls Aloud                     | Sound of the Underground                     |           |

## Classement des albums
| №  | Date          | Artiste               | Titre                                   | Référence |
| -- | ------------- | --------------------- | --------------------------------------- | --------- |
| 1  | 6 janvier     | Robbie Williams       | Swing When You're Winning               |           |
| 2  | 13 janvier    | Stereophonics         | Just Enough Education to Perform        |           |
| 3  | 20 janvier    | Stereophonics         | Just Enough Education to Perform        |           |
| 4  | 27 janvier    | Stereophonics         | Just Enough Education to Perform        |           |
| 5  | 3 février     | The Chemical Brothers | Come With Us                            |           |
| 6  | 10 février    | Enrique Iglesias      | Escape                                  |           |
| 7  | 17 février    | Enrique Iglesias      | Escape                                  |           |
| 8  | 24 février    | Sting et The Police   | The Very Best of Sting & The Police     |           |
| 9  | 3 mars        | Sting et The Police   | The Very Best of Sting & The Police     |           |
| 10 | 10 mars       | Barbra Streisand      | The Essential Barbra Streisand          |           |
| 11 | 17 mars       | Nickelback            | Silver Side Up                          |           |
| 12 | 24 mars       | Nickelback            | Silver Side Up                          |           |
| 13 | 31 mars       | Céline Dion           | A New Day Has Come                      |           |
| 14 | 7 avril       | Céline Dion           | A New Day Has Come                      |           |
| 15 | 14 avril      | Céline Dion           | A New Day Has Come                      |           |
| 16 | 21 avril      | Céline Dion           | A New Day Has Come                      |           |
| 17 | 28 avril      | Blue                  | All Rise                                |           |
| 18 | 5 mai         | Doves                 | The Last Broadcast                      |           |
| 19 | 12 mai        | Doves                 | The Last Broadcast                      |           |
| 20 | 19 mai        | Moby                  | 18                                      |           |
| 21 | 26 mai        | Ronan Keating         | Destination                             |           |
| 22 | 2 juin        | Eminem                | The Eminem Show                         |           |
| 23 | 9 juin        | Eminem                | The Eminem Show                         |           |
| 24 | 16 juin       | Eminem                | The Eminem Show                         |           |
| 25 | 23 juin       | Eminem                | The Eminem Show                         |           |
| 26 | 30 juin       | Eminem                | The Eminem Show                         |           |
| 27 | 7 juillet     | Oasis                 | Heathen Chemistry                       |           |
| 28 | 14 juillet    | Red Hot Chili Peppers | By the Way                              |           |
| 29 | 21 juillet    | Red Hot Chili Peppers | By the Way                              |           |
| 30 | 28 juillet    | Red Hot Chili Peppers | By the Way                              |           |
| 31 | 4 août        | Bruce Springsteen     | The Rising                              |           |
| 32 | 11 août       | Red Hot Chili Peppers | By the Way                              |           |
| 33 | 18 août       | Red Hot Chili Peppers | By the Way                              |           |
| 34 | 25 août       | Eva Cassidy           | Imagine                                 |           |
| 35 | 1er septembre | Coldplay              | A Rush of Blood to the Head             |           |
| 36 | 8 septembre   | Coldplay              | A Rush of Blood to the Head             |           |
| 37 | 15 septembre  | Atomic Kitten         | Feels So Good                           |           |
| 38 | 22 septembre  | Paul Weller           | Illumination                            |           |
| 39 | 29 septembre  | Elvis Presley         | ELV1S: 30 No. 1 Hits                    |           |
| 40 | 6 octobre     | Elvis Presley         | ELV1S: 30 No. 1 Hits                    |           |
| 41 | 13 octobre    | Will Young            | From Now On                             |           |
| 42 | 20 octobre    | Will Young            | From Now On                             |           |
| 43 | 27 octobre    | Foo Fighters          | One by One                              |           |
| 44 | 3 novembre    | David Gray            | A New day at Midnight                   |           |
| 45 | 10 novembre   | Blue                  | One Love                                |           |
| 46 | 17 novembre   | Westlife              | Unbreakable: The Greatest Hits Volume 1 |           |
| 47 | 24 novembre   | Robbie Williams       | Escapology                              |           |
| 48 | 1er décembre  | Robbie Williams       | Escapology                              |           |
| 49 | 8 décembre    | Robbie Williams       | Escapology                              |           |
| 50 | 15 décembre   | Robbie Williams       | Escapology                              |           |
| 51 | 22 décembre   | Robbie Williams       | Escapology                              |           |
| 52 | 29 décembre   | Robbie Williams       | Escapology                              |           |

## Meilleures ventes de l'année
| Singles | Albums |
| --- | --- |
| 1. Will Young – Anything Is Possible / Evergreen 2. Gareth Gates - Unchained Melody 3. Enrique Iglesias – Hero 4. Nelly feat. Kelly Rowland - Dilemma 5. Elvis Presley vs. JXL - A Litlle Less Conversation 6. Gareth Gates - Anyone of Us (Stupid Mistake) 7. Shakira - Whenever, Wherever 8. Las Ketchup - The Ketchup Song (aserejé) 9. Liberty X - Just a Little 10. Eminem – Without Me | 1. Robbie Williams – Escapology 2. Pink - Missundaztood 3. Enrique Iglesias - Escape 4. Coldplay - A Rush of Blood to the Head 5. Blue - One Love 6. Red Hot Chili Peppers - By the Way 7. Eminem - The Eminem Show 8. Westlife - Unbreakable: The Greatest Hits Volume 1 9. Elvis Presley - ELV1S: 30 No. 1 Hits 10. Oasis - Heathen Chemistry |